# Споменка Стефанович-Пулулу
Споменка Стефанович (Земун, 5 вересня 1958) — сербська письменниця, редакторка, видавниця і культурна діячка.
Пише вірші, прозу, публіцистику. Публікувалася в періодичних виданнях — Политика, Српске народне новине (Будимпешта), прозу Емитор, Наш траг, Омаја — а також в Інтернеті, в Бібліотеці Сербської Культури «Проєкту Растко» та на сайті «Арт-Аніма».
Одна з засновниць Літературної молоді Земуна (1975) та Асоціації виробництва та просування коміксів (з 2005). Активна член Товариства любителів фентезі «Лазар Комарчич», організаторка заходів, член журі та монтажерка. Організувала художні виставки в Британській Раді та Французькій школі в Белграді, а також у Будапешті.
Засновниця і редакторка видавничого лейбла «Тардис» (з 2007), дебютом якого є довгоочікувана збірка оповідань Ілії Бакіча, Єсена Скупляча; член редколегії журналу про надприродний фольклор Omaja (з 2007).
Засновниця і керівниця провінційного центру та електронної бібліотеки «Пројекат Растко — Будимпешта-Сентандреја» (з 2001) і член редакційної ради електронної бібліотеки «Signalism @ Project Rastko».
За фахом фінансова радниця. Була виконавчим директором у Будапешті, де співпрацювала у сфері дизайну з провідними рекламними будинками.
У деяких випадках вона підписується як Споменка Стефановић Пулулу.